# Anand Panyarachun
Anand Panyarachun   (Bangkok, 9 d'agost de 1932) és un polític tailandès retirat que va exercir com a Primer Ministre de Tailàndia durant dos mandats, primer de 1991 a 1992 i de nou durant un breu període durant la segona meitat de 1992. Va ser eficaç en la iniciació de reformes econòmiques i polítiques, una de les quals va ser la redacció de la "Constitució del Poble" de Tailàndia, que va ser promulgada el 1997 i derogada el 2006. Anand va rebre un Premi Ramon Magsaysay per Servei Governamental el 1997.